# Індекс хабарництва
Індекс хабарництва (англ. Bribe Payers Index, BPI) є показником того, наскільки національні транснаціональні корпорації готові брати участь у корупційних бізнес-практиках. Перший BPI був опублікований Transparency International 26 жовтня 1999 року, а останній – у 2011 році.

## BPI 2011

### Методологія
BPI 2011 оцінив 28 провідних країн-експортерів за ймовірністю використання їхніми транснаціональними компаніями хабарів під час роботи за кордоном. Рейтинг розраховується на основі відповідей компаній на два запитання в опитуванні керівників Всесвітнього економічного форуму.
Перше запитання стосується країни походження іноземних компаній, які ведуть найбільше бізнесу у своїй країні. Друге запитання: «З вашого досвіду, якою мірою фірми з вибраних вами країн здійснюють незадокументовані додаткові платежі чи хабарі?» Відповіді надаються за шкалою від 1 (хабарі поширені або навіть обов'язкові) до 10 (хабарі невідомі).
Рейтинг BPI є усередненим балом, причому вищі бали вказують на меншу ймовірність використання хабарництва.
Ці країни були обрані як провідні міжнародні або регіональні країни-експортери. Їх сукупний світовий експорт становив 75 відсотків загального світового експорту в 2006 році.  Країни, які платили менше хабарів, мають вищий BPI.

### Рейтинг BPI 2011
| Ранг | Країна/Територія  | Середній бал |
| ---- | ----------------- | ------------ |
| 1    | Японія            | 8.9          |
| 2    | Нідерланди        | 8.8          |
| 2    | Швейцарія         | 8.8          |
| 4    | Бельгія           | 8.7          |
| 5    | Німеччина         | 8.6          |
| 6    | Австралія         | 8.5          |
| 6    | Канада            | 8.4          |
| 8    | Сінгапур          | 8.3          |
| 8    | Велика Британія   | 8.3          |
| 10   | США               | 8.1          |
| 11   | Франція           | 8.0          |
| 11   | Іспанія           | 8.0          |
| 13   | Південна Корея    | 7.9          |
| 14   | Бразилія          | 7.7          |
| 15   | Гонконг           | 7.6          |
| 15   | Італія            | 7.6          |
| 15   | Малайзія          | 7.6          |
| 15   | ПАР               | 7.6          |
| 19   | Республіка Китай  | 7.5          |
| 19   | Індія             | 7.5          |
| 19   | Туреччина         | 7.5          |
| 22   | Саудівська Аравія | 7.4          |
| 23   | Аргентина         | 7.3          |
| 23   | ОАЕ               | 7.3          |
| 25   | Індонезія         | 7.1          |
| 26   | Мексика           | 7.0          |
| 27   | КНР               | 6.5          |
| 28   | Росія             | 6.1          |

## Виноски
1. ↑  Archived Document. Архів оригіналу за 2 травня 2013. Процитовано 15 січня 2015. [Архівовано 2013-05-02 у Wayback Machine.]